# Camel (rzeka)
Camel (korn. Dowr Kammel) – rzeka w Wielkiej Brytanii w hrabstwie Kornwalia. Wypływa z krawędzi wyżyny Bodmin Moor i płynie w większości przez Kornwalię Północną. Wpływa do Morza Celtyckiego, części Oceanu Atlantyckiego. Rzeka podlega pływom morskim. Wykorzystywana do żeglarstwa i wędkarstwa.

## Nazwa
Nazwa rzeki pochodzi od kornijskiego słowa oznaczającego „skrzywiony”, co jest odniesieniem do jej nieregularnego biegu.

## Turystyka
Wzdłuż rzeki przebiega Camel Trail, będący traktem powstałym w wyniku rozebrania linii kolejowej. Biegnie od Padstow przez Wadebridge do Bodmin. Używa go ok. 350 tys. osób rocznie.